# Deep End Live!
Deep End Live! è un album dal vivo del musicista britannico Pete Townshend, pubblicato nel 1986.

## Tracce
Tutte le tracce sono di Pete Townshend, eccetto dove indicato.

1. Barefootin' (Robert Parker) - 3:09
2. After the Fire - 4:36
3. Behind Blue Eyes - 3:40
4. Stop Hurting People - 5:09
5. I'm One - 2:36
6. I Put a Spell on You (Jay Hawkins) - 4:03
7. Save It for Later (Roger Charlery, Andy Cox, Everett Morton, David Steele, Dave Wakeling) - 4:10
8. Pinball Wizard - 3:00
9. A Little Is Enough - 5:20
10. Eyesight to the Blind (Sonny Boy Williamson) - 3:02

Tracce bonus
1. Magic Bus - 4:03
2. Won't Get Fooled Again - 6:08